# العلاقات الإريترية الإيرانية
العلاقات الإريترية الإيرانية هي العلاقات الثنائية التي تجمع بين إريتريا وإيران.

## مقارنة بين البلدين
هذه مقارنة عامة ومرجعية للدولتين:
| وجه المقارنة                                              | إريتريا                                      | إيران                    |
| --------------------------------------------------------- | -------------------------------------------- | ------------------------ |
| المساحة (كم2)                                             | 117.60 ألف                                   | 1.65 مليون               |
| عدد السكان (نسمة)                                         | 6.33 مليون                                   | 79.97 مليون              |
| الكثافة السكانية (ن./كم²)                                 | 53.83                                        | 48.47                    |
| العاصمة                                                   | أسمرة                                        | طهران                    |
| اللغة الرسمية                                             | اللغة التغرينية، اللغة العربية، لغة إنجليزية | لغة فارسية               |
| العملة                                                    | ناكفا                                        | ريال إيراني              |
| الناتج المحلي الإجمالي (بليون دولار)                      | 2.61 مليار                                   | 439.51 مليار             |
| الناتج المحلي الإجمالي (تعادل القوة الشرائية) بليون دولار |                                              | 1.36 تريليون             |
| الناتج المحلي الإجمالي الاسمي للفرد دولار أمريكي          |                                              |                          |
| الناتج المحلي الإجمالي للفرد دولار أمريكي                 |                                              |                          |
| مؤشر التنمية البشرية                                      | 0.391                                        | 0.766                    |
| رمز المكالمات الدولي                                      | +291                                         | +98                      |
| رمز الإنترنت                                              | .er                                          | .ir،                     |
| المنطقة الزمنية                                           | ت ع م+03:00                                  | ت ع م+03:30، توقيت إيران |

## منظمات دولية مشتركة
يشترك البلدان في عضوية مجموعة من المنظمات الدولية، منها:
| علم المنظمة | اسم المنظمة                        | تاريخ انضمام إريتريا | تاريخ انضمام إيران |
| ----------- | ---------------------------------- | -------------------- | ------------------ |
|             | مؤسسة التمويل الدولية              | 11 أكتوبر 1995       | 28 ديسمبر 1956     |
|             | منظمة حظر الأسلحة الكيميائية       | ?                    | ?                  |
|             | يونسكو                             | 2 سبتمبر 1993        | 6 سبتمبر 1948      |
|             | الأمم المتحدة                      | 28 مايو 1993         | 24 أكتوبر 1945     |
|             | منظمة الشرطة الجنائية الدولية      | ?                    | ?                  |
|             | البنك الدولي للإنشاء والتعمير      | 6 يوليو 1994         | 29 ديسمبر 1945     |
|             | الاتحاد البريدي العالمي            | ?                    | ?                  |
|             | مؤسسة التنمية الدولية              | 6 يوليو 1994         | 10 أكتوبر 1960     |
|             | وكالة ضمان الاستثمار متعدد الأطراف | 10 سبتمبر 1996       | 15 ديسمبر 2003     |

## وصلات خارجية
- موقع وزارة الخارجية الإيرانية